# Marc Cucurella
Marc Cucurella Saseta (Alella, 22 juli 1998) is een Spaans voetballer die doorgaans als verdediger speelt. Hij verruilde Brighton & Hove Albion in de zomer van 2022 voor Chelsea FC. Cucurella debuteerde in 2021 in het Spaans voetbalelftal.

## Clubvoetbal

### FC Barcelona B
Cucurella speelde van 2006 tot 2012 in de jeugdopleiding van RCD Espanyol, die hij in 2012 verruilde voor La Masia van FC Barcelona. In het seizoen 2016/17 speelde hij in het hoogste jeugdelftal, de Juvenil A. Hij werd met dat team regionaal kampioen. Cucurella maakte op 26 november 2016 zijn debuut voor FC Barcelona B, in de Segunda División B tegen CE L'Hospitalet. Met Barça B promoveerde hij in 2017 naar de Segunda División A. Hij speelde in totaal 54 competitiewedstrijden voor Barcelona B, waarin hij eenmaal scoorde.
In het seizoen 2017/18 was Cucurella een vaste waarde als linksback in het tweede elftal. Hij debuteerde op 24 oktober 2017 in het eerste elftal, tegen Real Murcia in de Copa del Rey. Hij was invaller voor Lucas Digne in de slotfase van deze wedstrijd. Het zou zijn enige wedstrijd zijn in het eerste elftal van Barcelona.

### SD Eibar
Barcelona verhuurde Cucurella gedurende het seizoen 2018/19 aan SD Eibar. Hier maakte op hij 15 september tegen RCD Espanyol zijn debuut. Hij werd meteen basisspeler bij Eibar. Op de laatste speelronde scoorde hij zijn eerste competitiedoelpunt, uitgerekend tegen zijn eigenlijke werkgever Barcelona, in een 2-2 gelijkspel. 
Eibar maakte daarna gebruik van een optie tot koop om hem per 1 juli 2019 definitief in te lijven. Barcelona maakte weer twee weken daarna gebruik van een terugkoopoptie om hem terug te halen.

### Getafe
Meteen nadat Cucurella terug was gehaald door Barcelona, werd hij opnieuw verhuurd, ditmaal aan Getafe CF. Hier maakte hij op 18 augustus tegen Atlético Madrid zijn debuut. In de drie daaropvolgende wedstrijden, die telkens in 1-1 eindigde, was hij telkens goed voor de assist op de enige Getafe-treffer. Op 19 september maakte hij zijn debuut in de UEFA Europa League tegen Trabzonspor.  
In die competitie overleefde het de groepsfase en won het in een tweeluik van AFC Ajax in de tussenronde. In de return was het voornaamste doel van Getafe om de wedstrijd te doen onderbreken. Achteraf bleek dat de zuivere speeltijd slechts 42:36 minuten betrof, slechts één wedstrijd in de geschiedenis van de Europa League had een kortere zuivere speeltijd. In de achtste finale werd Cucurella vervolgens uitgeschakeld door Inter Milan. Op 15 december scoorde Cucurella tegen Real Valladolid zijn eerste goal voor Getafe. Cucurella speelde 46 wedstrijden in zijn eerste seizoen voor Getafe. Uiteindelijk kocht Getafe hem na de verhuurperiode voor 6 miljoen. Ook in zijn tweede seizoen was hij onbetwist basisspeler bij Getafe. 

### Brighton & Hove Albion
Op 31 augustus 2021 verkocht Getafe hem voor 18 miljoen aan de Engelse club Brighton & Hove Albion. Hij tekende tot medio 2026. Hij maakte op 11 september tegen Brentford FC zijn debuut voor Brighton. Op 7 mei 2022 maakte hij in een 4-0 overwinning op Manchester United zijn eerste en enige goal voor Brighton. Hij kwam tot 38 wedstrijden in zijn enige seizoen bij Brighton. Hij werd verkozen tot Player of the Season. 

### Chelsea
Op 5 augustus 2022 tekende Cucurella voor zes seizoenen bij Chelsea, dat een bedrag van zo'n 55 miljoen euro overmaakte aan Brighton, dat kon oplopen tot 62 miljoen euro. Dat was een recordverkoop van Brighton. Op 6 augustus maakte hij als invaller tegen Everton zijn debuut voor Chelsea. Hij miste het einde van het seizoen door een spierblessure en eindigde op 33 wedstrijden in alle competities dat seizoen.
Hij begon onder nieuwe trainer Mauricio Pochettino als wisselspeler aan het seizoen, maar kwam door blessures toch tot 26 wedstrijden in alle competities. Op 17 maart 2024 scoorde hij in de kwartfinale van de FA Cup tegen Leicester City (4-2 winst) zijn eerste treffer voor Chelsea.

## Clubstatistieken
| Seizoen                          | Club           | Competitie         | Competitie | Competitie | Beker | Beker | Overig | Overig | Totaal | Totaal |
| Seizoen                          | Club           | Competitie         | Wed.       | Dlp.       | Wed.  | Dlp.  | Wed.   | Dlp.   | Wed.   | Dlp.   |
| -------------------------------- | -------------- | ------------------ | ---------- | ---------- | ----- | ----- | ------ | ------ | ------ | ------ |
| 2016/17                          | FC Barcelona B | Segunda División B | 11         | 0          | 0     | 0     | 6      | 0      | 17     | 0      |
| 2017/18                          | FC Barcelona B | Segunda División A | 37         | 1          | 0     | 0     | –      | –      | 37     | 1      |
| 2017/18                          | FC Barcelona   | Primera División   | 0          | 0          | 1     | 0     | –      | –      | 1      | 0      |
| 2018/19                          | → Eibar        | Primera División   | 31         | 1          | 2     | 1     | –      | –      | 32     | 2      |
| 2019/20                          | → Getafe       | Primera División   | 37         | 1          | 1     | 0     | 8      | 0      | 46     | 1      |
| 2020/21                          | Getafe         | Primera División   | 37         | 3          | 2     | 0     | –      | –      | 39     | 2      |
| 2021/22                          | Getafe         | Primera División   | 1          | 0          | 0     | 0     | –      | –      | 1      | 0      |
| 2021/22                          | Brighton       | Premier League     | 35         | 1          | 3     | 0     | –      | –      | 38     | 1      |
| 2022/23                          | Chelsea        | Premier League     | 24         | 0          | 1     | 0     | 8      | 0      | 33     | 0      |
| 2023/24                          | Chelsea        | Premier League     | 21         | 0          | 5     | 1     | –      | –      | 26     | 1      |
| 2024/25                          | Chelsea        | Premier League     | 4          | 0          | 0     | 0     | 0      | 0      | 4      | 0      |
| Carrièretotaal                   | Carrièretotaal | Carrièretotaal     | 238        | 7          | 15    | 2     | 22     | 0      | 275    | 9      |
| Bijgewerkt op 16 september 2024. |                |                    |            |            |       |       |        |        |        |        |

## Interlandcarrière
Cucurella speelde voor diverse Spaanse nationale jeugdelftallen. Hij nam met Spanje –17 deel aan het EK –17 van 2015. Op 8 juni 2021 debuteerde Cucurella in het Spaans voetbalelftal in een vriendschappelijke wedstrijd tegen Litouwen. De Spaanse selectie die werd geselecteerd voor het EK 2020, dat een week later zou beginnen, zat in quarantaine door de met COVID-19 besmette speler Sergio Busquets. Hierdoor werd een heel nieuw elftal, waaronder dus Cucurella, opgetrommeld voor de wedstrijd, waaronder ook Martín Zubimendi en Bryan Gil. In dezelfde zomer nam Cucurella met het Spaans olympisch voetbalelftal deel aan de Olympische Zomerspelen 2020 in Tokio. Hierbij werd een zilveren medaille gewonnen.
Op 26 maart 2024 speelde Cucurella zijn eerste 'echte' interland voor Spanje in de oefeninterland tegen Brazilië (3–3). Hij werd op 7 juni 2024 door bondscoach Luis de la Fuente opgenomen in de Spaanse selectie voor het EK 2024 in Duitsland. Hij speelde op één wedstrijd na alle wedstrijden op het EK en gaf in de finale tegen Engeland de assist op de winnende treffer van Mikel Oyarzabal. 
| Interlands van Marc Cucurella voor Spanje | Interlands van Marc Cucurella voor Spanje | Interlands van Marc Cucurella voor Spanje | Interlands van Marc Cucurella voor Spanje | Interlands van Marc Cucurella voor Spanje | Interlands van Marc Cucurella voor Spanje |
| №                                         | Datum                                     | Wedstrijd                                 | Uitslag                                   | Competitie                                | Goals                                     |
| Als speler bij Getafe                     | Als speler bij Getafe                     | Als speler bij Getafe                     | Als speler bij Getafe                     | Als speler bij Getafe                     | Als speler bij Getafe                     |
| ----------------------------------------- | ----------------------------------------- | ----------------------------------------- | ----------------------------------------- | ----------------------------------------- | ----------------------------------------- |
| 1.                                        | 8 juni 2021                               | Spanje – Litouwen                         | 4 – 0                                     | Vriendschappelijk                         |                                           |
| Als speler bij Chelsea                    |                                           |                                           |                                           |                                           |                                           |
| 2.                                        | 26 maart 2024                             | Spanje – Brazilië                         | 3 – 3                                     | Vriendschappelijk                         |                                           |
| 3.                                        | 5 juni 2024                               | Spanje – Andorra                          | 5 – 0                                     | Vriendschappelijk                         |                                           |
| 4.                                        | 8 juni 2024                               | Spanje – Noord-Ierland                    | 5 – 1                                     | Vriendschappelijk                         |                                           |
| 5.                                        | 15 juni 2024                              | Spanje – Kroatië                          | 3 – 0                                     | EK 2024                                   |                                           |
| 6.                                        | 20 juni 2024                              | Spanje – Italië                           | 1 – 0                                     | EK 2024                                   |                                           |
| 7.                                        | 30 juni 2024                              | Spanje – Georgië                          | 4 – 1                                     | EK 2024                                   |                                           |
| 8.                                        | 5 juli 2024                               | Spanje – Duitsland                        | 2 – 1                                     | EK 2024                                   |                                           |
| 9.                                        | 9 juli 2024                               | Spanje – Frankrijk                        | 2 – 1                                     | EK 2024                                   |                                           |
| 10.                                       | 14 juli 2024                              | Spanje – Engeland                         | 2 – 1                                     | EK 2024                                   |                                           |

Bijgewerkt op 14 juli 2024.

## Erelijst
FC Barcelona
- Copa del Rey: 2017/18

 Chelsea
- UEFA Conference League: 2024/25
- FIFA Club World Cup: 2025

 Spanje
- UEFA EK: 2024